# 特別用途食品
特別用途食品（とくべつようとしょくひん）とは病人や妊婦、子どもなどを対象として、特別な用途がある食品のことである。 健康増進法第43条に規定されている。特別用途食品として食品を販売するには、その表示について消費者庁の許可を受ける必要がある。

## 分類
特別用途食品には、病者用食品、妊産婦・授乳婦用粉乳、乳児用調整乳及びえん下困難者用食品がある。表示の許可に当たっては、許可基準があるものについてはその適合性を審査し、許可基準のないものについては個別に評価を行っている。
特別用途食品のうち、病者用食品には、低タンパク食、アレルゲン除去食、無乳糖食品、総合栄養食品などがある。低タンパク食は腎臓疾患等を持つ人に適した食品で、主要なものはタンパク質含有量の少ない米飯である。また、アレルゲン除去食は特定の食物アレルギーの患者の人に適した食品で、例としては乳アレルギー（ミルクアレルギー）患者用の調製粉乳や育児用ミルクがある。無乳糖食品は乳糖不耐症又はガラクトース血症の患者に適した食品で、多くがアレルゲン除去食と重複している。総合栄養食品は、疾患等により通常の食事で十分な栄養を取ることが難しい人のための食品で、必要な栄養素をバランスよく含んでいる。そのほかの個別評価型の病者用の食品には、脱水時の経口補水液や潰瘍性大腸炎患者用の食品がある。
妊産婦、授乳婦用粉乳および、乳児用調製乳は、妊産婦および授乳婦、または乳幼児用のミルクである。2018年に乳児用液状乳（液体ミルク）が追加された。えん下困難者用食品の主要なものは、嚥下困難者の水分補給用のゼリーで、えん下困難者用食品には、2018年4月からとろみ調整用食品が追加された。